# Insurrection
Insurrection is de derde aflevering van het negende seizoen van de televisieserie ER, die voor het eerst werd uitgezonden op 10 oktober 2002.

## Verhaal
Dr. Pratt heeft een hypochonder als patiënt die demerol eist, dr. Pratt wil hier niet aan mee werken en zet hem buiten. De patiënt komt gewapend terug en eist, met een pistool tegen het hoofd van dr. Jing-Mei, een dosis demerol. Lockhart geeft hem een te hoge dosis, dit zorgt ervoor dat de patiënt buiten bewusteloos wordt gevonden. 
Dr. Carter krijgt een twaalfjarig meisje onder zijn hoede die aan eierstokkanker lijdt, tevens ontdekt hij dat zij ook drugsverslaafd is en als prostituee werkt. Het lukt hem uiteindelijk om haar om te praten zodat zij een afkickprogramma gaat volgen. Tot zijn ontzetting hoort hij later dat de pooier van het meisje het ziekenhuis is binnen gelopen en haar heeft meegenomen.
Deze gevallen zorgt ervoor dat dr. Carter het genoeg vindt met de slechte beveiliging en eist bij dr. Weaver dat er detectiepoortjes geïnstalleerd worden. Zij vertelt hem dat dit financieel niet mogelijk is, dr. Carter legt hierna meteen zijn werk neer en gaat naar buiten. Tot zijn verrassing ziet hij dat de meeste personeelsleden hem volgen, zij vinden het ook niet meer veilig om te werken. Dr. Weaver vertelt hem uiteindelijk dat er toch detectiepoortjes komen en extra beveiligers, de consequentie is wel dat dr. Carter nu twee verpleegsters moet ontslaan. 
Dr. Lewis krijgt een patiënt die lijdt aan de ziekte van Hutchinson in terminale fase. Zijn moeder wil graag een einde aan deze slopende ziekte en vraagt dr. Lewis hier aan mee te werken, wat zij weigert. Nu veel collega’s het werk neergelegd hebben kan zij niet constant de patiënt in de gaten houden, later ziet zij dat de moeder het apparaat wat hem in het leven hield uit heeft gezet en dat de patiënt overleden is. 
Lockhart krijgt ineens onverwachts bezoek van haar broer, Eric. Hij heeft nog een verrassing: hij heeft een nieuwe vriendin meegenomen die zeer ziek is. 
Gallant is nog steeds met een patiënte bezig die constant met nieuwe klachten komt, iedereen denkt dat zij een hypochonder is maar Gallant twijfelt hieraan.

## Rolverdeling

### Hoofdrollen
- Noah Wyle - Dr. John Carter
- Laura Innes - Dr. Kerry Weaver
- Mekhi Phifer - Dr. Gregory Pratt
- Alex Kingston - Dr. Elizabeth Corday
- Paul McCrane - Dr. Robert Romano
- Goran Višnjić - Dr. Luka Kovac
- Sherry Stringfield - Dr. Susan Lewis
- Ming-Na - Dr. Jing-Mei Chen
- Maura Tierney - verpleegster Abby Lockhart
- Laura Cerón - verpleegster Chuny Marquez
- Deezer D - verpleger Malik McGrath
- Montae Russell - ambulancemedewerker Dwight Zadro
- Lyn Alicia Henderson - ambulancemedewerker Pamela Olbes
- Julie Ann Emery - ambulancemedewerker Niki Lumley
- Demetrius Navarro - ambulancemedewerker Morales
- Sharif Atkins - Michael Gallant
- Leslie Bibb - Erin Harkins
- Troy Evans - Frank Martin
- Tom Everett Scott - Eric Wyczenski

### Gastrollen (selectie)
- Lee Tergesen - demerol verslaafde
- Gina Philips - verpleegster Kathy
- Aysia Polk - Tina Jones
- James Waterston - Mr. Barney
- Diane Delano - Stella Willis
- Marcello Thedford - Leon
- Shirley Knight - Mrs. Burke
- Sean Michael Arthur - beveiliger
- Patrick Gallo - Rudolph Massey
- Elisabeth Harmon-Haid - Effie